# Misiune finală
„Misiune finală” (titlu original: „Final Mission”) este al 9-lea episod din al patrulea sezon al serialului TV american științifico-fantastic Star Trek: Generația următoare și al 83-lea episod în total. A avut premiera la 19 noiembrie 1990.
Episodul a fost regizat de Corey Allen după un scenariu de Kacey Arnold-Ince și Jeri Taylor bazat pe o poveste de Kacey Arnold-Ince.

## Prezentare
Wesley Crusher pornește în ultima sa misiune pe nava Enterprise, însoțit de Picard, dar cei doi eșuează pe o planetă deșertică. 

## Actori ocazionali
- Nick Tate - Dirgo
- Kim Hamilton - Songi
- Mary Kohnert - Tess Allenby